# Historia Andory

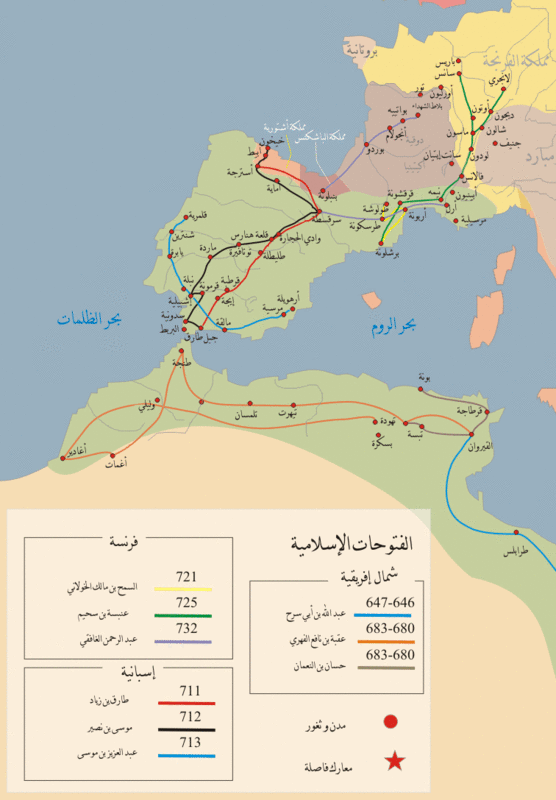
Państwo Maurów z Pirenejami, w których znajduje się Andora

Początki dzisiejszego państwa andorskiego sięgają czasów Karola Wielkiego i jego wypraw przeciwko Maurom, oraz innym ludom muzułmańskim.
W zamian za waleczność mieszkańców podczas bitew, król nadał jej prawa miejskie. Następnie stała się ona lennem hrabiów Urgel, aby ostatecznie w 1133 roku przejść pod władanie biskupa z Urgel. Przez kilka stuleci Andora była przedmiotem konfliktów między feudałami północnej Katalonii a ich francuskimi sąsiadami z północy, hrabiami z Foix. W 1278 na mocy układu między biskupem z Urgel a hrabiami Foix zostało ustanowione ich wspólne zwierzchnictwo nad Andorą.
Prawa hrabiego Foix przeszły na królów Nawarry, po śmierci Gastona IV w 1472 i przejęciu obydwu tronów przez jego wnuka Franciszka.

## Nowożytność
W 1419 na wniosek ludności Andory został powołany lokalny parlament nazywany Radą Terytorialną, z czasem przekształcony w Radę Generalną.
W 1589 król Nawarry Henryk III Burbon został królem Francji Henrykiem IV. W 1607 wydał on edykt, na mocy którego scedował swe prawa do współrządzenia Andorą na francuski tron. Sukcesorami monarchii francuskiej stali się później republikańscy przywódcy Francji. Średniowieczna struktura rządów przetrwała do XX wieku.

## XIX wiek i lata 1901-1940

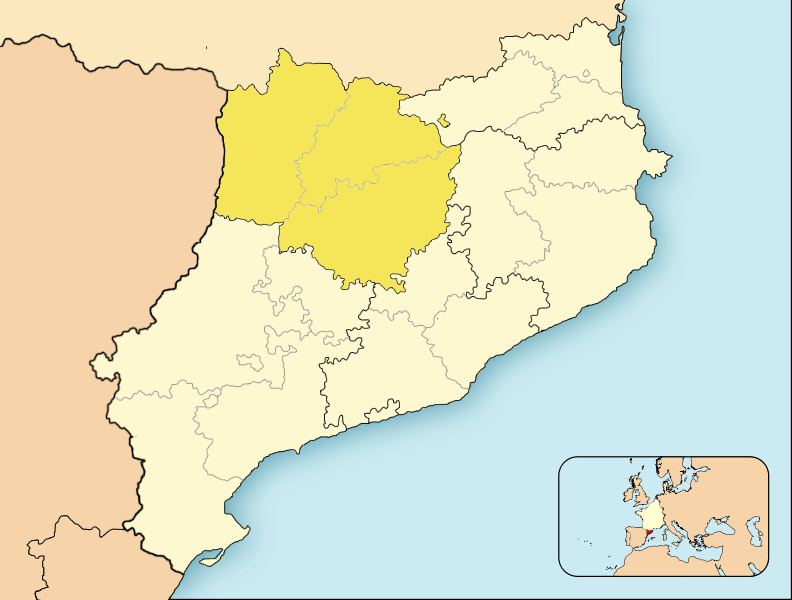
Katalonia w latach 1812-1814

W okresie 1812–1814 Cesarstwo Francuskie zajęło Katalonię (w tym Andorę) i podzieliło ją na cztery departamenty. Wówczas Andora weszła w skład departamentu de Sègre.
W 1933 Francja zajęła Andorę wobec społecznych zamieszek przed wyborami.
7 lipca 1934 roku awanturnik Boris Skosyriew zwrócił się do Rady Generalnej, proponując swoją kandydaturę na króla Andorry. Po poparciu większości członków Rady ogłosił się królem Borisem I jako regent króla francuskiego. Proklamował tym samym niepodległość księstwa Andory, równocześnie ogłaszając wojnę przeciwko biskupowi z Urgel. Ogłosił wówczas konstytucję księstwa. 20 lipca 1934 roku został aresztowany przez policję hiszpańską i wydalony z kraju.
W latach 1936–1940 w Andorze stacjonował francuski garnizon aby przeciwdziałać wpływom hiszpańskiej wojny domowej.

## II wojna światowa
W czasie II wojny światowej Andora pozostawała neutralna, ale dopiero w 1958 ogłosiła pokój z Niemcami po I wojnie (1914-1918), z którymi pozostawała w stanie formalnej wojny, co zostało pominięte w traktacie wersalskim. Pozostawiona w stanie pewnej izolacji Andora była niejako poza głównym nurtem europejskiej historii.

## Czasy powojenne
Do 1993 była państwem nie posiadającym suwerenności prawno-międzynarodowej, pod wspólnym zwierzchnictwem współksiążąt którzy reprezentowali ją w stosunkach międzynarodowych, gwarantowali jej bezpieczeństwo i sprawowali najwyższą władzę ustawodawczą i wykonawczą poprzez swych przedstawicieli, oraz stałych delegatów.
Jednak zapoczątkowany w latach pięćdziesiątych rozkwit turystyki, handlu, oraz rozwój transportu przyczyniły się do ewolucji kraju w którym dotychczas przeważało rolnictwo. Rozpoczęła się modernizacja struktur politycznych. W latach siedemdziesiątych rozpoczęto gruntowne reformy.
Stopniowo wprowadzono powszechne prawo wyborcze do Rady Generalnej, będącej zgromadzeniem reprezentantów gmin pomimo formalnego zakazu istnienia partii politycznych. W 1979 roku powstała Demokratyczna Partia Andory, dążąca do modernizacji gospodarki i ustroju politycznego kraju. Po zaleceniach Unii Europejskiej w 1990 Rada Generalna powołała komisję do opracowania konstytucji.
Rok później współksiążęta Andory wyrazili zgodę na ograniczenie swych uprawnień i uznanie suwerenności narodu. W referendum powszechnym z 1993 obywatele zatwierdzili pierwszą w historii kraju konstytucję. Od 1993 Andora jest członkiem ONZ, natomiast od 1994 rządy sprawują nieprzerwanie liberałowie.
Andora co prawda nie należy do Unii Europejskiej, ale w lutym 2002 roku wraz z Francją i Hiszpanią przyjęła euro jako obowiązującą w kraju walutę.
Andorskie liberalne regulacje w sprawach bankowości i finansów, przyciągające obce kapitały, ale także umożliwiające zamożnym obcokrajowcom unikanie opodatkowania, były przedmiotem krytyki organizacji międzynarodowych - Organizacji Współpracy Gospodarczej i Rozwoju (OECD), jak i Międzynarodowego Funduszu Walutowego.